# Diego López Breijo
Diego López (Montevideo, 22 d'agost de 1974) és un exfutbolista uruguaià amb nacionalitat espanyola, que ocupava la posició de defensa. Posteriorment ha fet d'entrenador de futbol.

## Trajectòria
Es va formar al River Plate Montevideo, on va militar al primer equip entre 1994 i 1996. Eixe any dona el salt a Europa quan s'incorpora al Racing de Santander, de la lliga espanyola. Milita dos anys en el conjunt càntabre, sent titular.
El 1998 va fitxar pel Cagliari Calcio i va esdevenir un dels símbols de l'equip sard, ja que hi va milita més de deu anys i  hi va jugar més de 300 partits, essent també el capità del conjunt.

## Selecció
Diego López ha disputat fins a 32 partits amb la selecció de futbol de l'Uruguai, i hi ha marcat un gol. Ha format part del combinat del seu país que es va imposar a la Copa Amèrica de futbol 1995. També va participar en l'edició de 1999, en la qual el seu equip va perdre la final davant el Brasil.